# Robert Budi Hartono
Robert Budi Hartono (chiń. 黄惠忠; ur. 28 kwietnia 1940 w Semarang) – indonezyjski przedsiębiorca. 
R. Budi Hartono i jego brat Michael Bambang Hartono dysponują największymi majątkami w Indonezji, są właścicielami m.in. producenta papierosów Djarum oraz przedsiębiorstwa elektronicznego Polytron. 
Jego majątek szacowany był w 2021 r. na 20,9 mld USD.